# 五棵树镇 (镇赉县)
五棵树镇，是中华人民共和国吉林省白城市镇赉县下辖的一个乡镇级行政单位。

## 行政区划
五棵树镇下辖以下地区：
五棵树村、树北村、前英台村、后英台村、且力目村、徐家村、铁力村、七棵吐村、卜荷村、八家子村、张家园子村、苏可村和三门召村。